# Чугайнов Хутор
Чугайнов Хутор — посёлок в Юрлинском районе Пермского края. Входит в Усть-Зулинское сельское поселение. Расположен на реке Сюрол (приток Косы) в 27 км к востоку от села Юрла и в 41 км к северу от Кудымкара.

## История
Чугайнов хутор возник как леспромхозный поселок Сюрольского сельсовета в конце 1940-х — начале 1950-х годах, население Чугайнова хутора составили уроженцы соседних деревень и многочисленные приезжие: поляки, украинцы, литовцы, белорусы, молдаване.
1 марта 1940 года в спецпоселки Сюрольского и Лопанского лесоучастков были высланы поляки, карелы, финны и литовцы. А в годы войны сюда же сосланы немцы Поволжья. в конце 1944-1945 годов в лесные спецпоселки было департировано большое количество членов семей УПА и ОУН. По прибытии на место среди спецпереселенцев  существовала высокая смертность по причине неудовлетворительных бытовых условий и тяжелого физического труда. В 1941 году была объявлена амнистия польских граждан, их статус изменился, положение несколько улучшилось; многие поспешили покинуть Молотовскую область, однако некоторые остались здесь до окончания войны.
12 октября 1945 года в Юрлинский леспромхоз прибыл отдельный строительный батальон из 227 трудоармейцев. 56 из них были направлены в Сюрол (Чугайнов хутор), 53 - в Лопан (Булычи)  и 47 - в Кирьяново.
В 1950 году в поселке числилось 42 спецпереселенца (10 семей литовцев, в том числе мужчин — 18, женщин — 23, детей до 16 лет — 17), в 1951 году числилось 36 спецпереселенцев (8 семей оуновцев и 6 семей литовцев, в том числе мужчин — 6, женщин — 17, детей до 16 лет — 13).
В 1926 году в окрестностях д. Чугайнов Хутор   был образован  Сюрольской сельсовет включавший 10 деревень: Горбунова, Онучина (Набережная), Мишкина, Сенькина Дворина, Сюрол, Поселье, Кузьва, Булычи, Мосина, Шагаева, выселки: Антонова, Верхние Ключи, хутор Кузьвинский, Родник и Сыскина. В сельсовете числилось 150 хозяйств, проживало 751 жителей. На 2021 год Чугайнов Хутор - последний поселок где проживает 118 человек.

## Население
| 1937 | 1942 | 1958 | 2010 | 2021 |
| ---- | ---- | ---- | ---- | ---- |
| 2    | 42   | 390  | 169  | 118  |

## Экономика
Основные экономические отрасли: лесное хозяйство, розничная торговля, охота, рыбалка, сбор дикоросов.
В посёлке находится пожарная часть, детский сад, фельдшерско-акушерский пункт.

## Транспорт и связь
Транспортная сеть поселения сформирована автомобильными дорогами, главным образом, имеющими гравийное покрытие. Имеется тупиковая автодорога из Юрлы (через Усть-Зулу), действует автобусный маршрут «Кудымкар — Чугайнов Хутор».
В посёлке доступны услуги стационарной телефонной связи.